# CryoSat-2
CryoSat-2は極地の氷を観測対象とする欧州宇宙機関(ESA)の地球観測衛星。搭載したレーダー高度計によって極圏の氷床と海氷を計測し、地球温暖化が両極の氷を縮小させつつある現状の調査と将来予測のためデータを収集する。2005年の打ち上げ失敗によって失われたCryoSatの代替機として製造され、2010年に打ち上げられたのがこのCryoSat-2である。

## 概要
Cryosatは先進的な衛星センサーで地球環境を研究するESAの計画「Living Planet Programme」の最初のミッションとして、地球温暖化の重要な指標となる南北両極の氷冠を観測すべく2005年10月8日に打ち上げられたが、3段目ロケットの点火失敗により予定周回軌道に届かず墜落した。Cryosat-2は北極海に沈んだCryosatをほぼ同設計で再製造した衛星であり、ISCコスモトラス社のドニエプルロケットによって、2010年4月8日にバイコヌール宇宙基地の地下サイロから発射され、所期の軌道投入に成功した。
主な観測機器は氷床・海氷の厚さと分布を計測するために設計された干渉合成開口レーダー高度計(SIRAL-2)であり、南北両極を覆う氷の季節変化と経年変化を高い分解能で観測する。このミッションの性質上、衛星自身の位置と姿勢の精密な把握が必要であることからDORIS衛星測位システム受信機とリトロリフレクター（レーザー反射器）および3つのスタートラッカーが併せて搭載される。またCryoSat-2はオリジナルの設計に改良が加えられており、SIRALのシステム冗長性、太陽電池パネルとバッテリーの増設、放熱パネルの追加が行われている。
観測プランの立案はイタリアの欧州宇宙研究所(ESRIN)、衛星の運用はドイツの欧州宇宙運用センター(ESOC)がそれぞれ担当。観測データは1日あたり11回、CryoSat-2の上空通過時にスウェーデンのキルナ地上局にダウンリンクされ、フランスのトゥールーズ宇宙センターへ転送して記録保管される。

## 観測機器
- 干渉合成開口レーダー高度計 SIRAL-2 (Synthetic Aperture Interferometric Radar Altimeter - 2)

Kuバンド（13.575GHz）のマイクロ波で氷の高さおよび分布を計測するレーダー高度計。楕円形開口面（1.2m×1.1m）のカセグレンアンテナを2基並べて搭載。LRM（低解像度）モード、SARモード、SAR干渉モードの3種類の観測モードを持ち、SAR干渉モードではこの2基のアンテナで基線長1.2mの干渉計を構成する。衛星の進行方向に沿った水平分解能は250m。氷の厚み測定精度は、300km四方の海氷についての平均値として年間1.6cmの変化を検出する。装置重量は70kg。設計・製造はタレス・アレーニア・スペース。